# 卡米亞諾吉爾卡 (奧拉季夫區)
49°17′36″N 29°27′52″E / 49.29333°N 29.46444°E
卡米亞諾吉爾卡（烏克蘭語：Кам'яногірка），是烏克蘭的村落，位於該國西南部文尼察州，由文尼察區負責管轄，始建於1905年，面積1.08平方公里，海拔高度200米，2001年人口291，人口密度每平方公里270人。